# Store Heddinge
Store Heddinge ist eine dänische Stadt im Südosten der Hauptinsel Seeland. Sie liegt auf der Halbinsel Stevns in der Stevns Kommune in der Region Sjælland. Store Heddinge zählt 3633 Einwohner (Stand 1. Januar 2025). Der Ort entstand im 13. Jahrhundert und erhielt 1441 die Stadtrechte.

## Entwicklung der Einwohnerzahl
| Jahr             | Einwohner |
| ---------------- | --------- |
| 9. November 1970 | 2630      |
| 1. Januar 1976   | 2833      |
| 1. Januar 1981   | 2881      |
| 1. Januar 1986   | 2938      |
| 1. Januar 1990   | 3026      |
| 1. Januar 1996   | 3262      |
| 1. Januar 2000   | 3369      |
| 1. Januar 2004   | 3496      |
| 1. Januar 2008   | 3492      |
| 1. Januar 2010   | 3488      |

## Verwaltungszugehörigkeit
- bis 31. März 1970: Stadtgemeinde (købstad) Store Heddinge, Præstø Amt
- 1. April 1970 bis 31. Dezember 2006: Verwaltungssitz der “alten” Stevns Kommune, Storstrøms Amt
- seit 1. Januar 2007: Teil der neugebildeten Stevns Kommune (Sitz der Verwaltung in Hårlev), Region Sjælland